# Bossière (Gembloux)
Pour les articles homonymes, voir Bossière.
Bossière (en wallon Bossêre) est un village de la commune belge de Gembloux située en Région wallonne dans la province de Namur.
C'était une commune à part entière avant la fusion des communes de 1977. Elle est constituée de plusieurs noyaux dont les plus importants sont Bossière, Golzinne et Vichenet.

## Évolution démographique
- Source: DGS, 1831 à 1970=recensements population, 1976= habitants au 31 décembre

## Patrimoine et culture

### Patrimoine architectural
- L'église romane Notre-Dame date des XIIe (la tour), XVIIe et XIXe siècles[2]. Le portail en plein cintre de la tour ne date que du XVIIIe siècle. Cette église est considérée comme l'une des plus anciennes du diocèse de Namur.
- Ferme d'Alvaux, située dans la vallée de l'Orneau. Constitué au début du XIXe siècle à partir d'un moulin qui est cité au comme du pouvoir central début du XVIIe siècle et reconstruit au XVIIIe siècle[3].
- Château de Golzinne, rue de l'Etoile. Petit château de style néo-classique en 1804 par Charles-Alexis-Joseph Desmanet sur le site de l'ancien château des comtes de Namur, cité en 1210 et détruite en 1430[4].

### Culture

#### Festivité locale
A Bossière, le Jeu de l’oie se tenait à la kermesse qui a lieu le dimanche qui suit la fête de la Visitation (le 2 juillet dans les calendriers de la période 1263–1969).
A Bossière, en 1794, le jeu et spectacle était organisé par la suspension d’une oie à une corde tendue entre deux perches. L’oie est poursuivie par des hommes du lieu et des villages voisins tous montés à cheval. Celui qui emporte la bête est le gagnant, reçoit un prix et est reçu aux frais de la collectivité locale. Cette tradition s'est poursuivie jusqu'au début du vingtième siècle.